# スタロビルスクの戦い
スタロビルスクの戦いは、2022年ロシアのウクライナ侵攻のウクライナ北東部攻勢における、ロシア軍とウクライナ軍の軍事交戦である。

## タイムライン

### 2月
2月24日、スタロビルスクへの接近を試みるロシアの戦車、歩兵戦闘車、歩兵がウクライナ軍の陣地を攻撃し、戦闘が続いた。
2月25日、スタロビルスクの近くで、ウクライナ軍の大砲の砲撃で占領者に死傷者が出た。スタロビルスク地域では、ウクライナ軍の大砲がエイダー川を渡る準備をしていたロシア車の車列を砲撃し、破壊した。ロシアの部隊はウクライナの国境を突破し、後方からウクライナ軍の防衛線を攻撃して破壊しようとしたが、損失を被り、撤退した。
2月26日、都市への接近をめぐって戦闘が続いた。
2月27日、占領者はシュルギンカで大規模なグループを組織し、スタロビルスクに向かって移動し始めた。
2月28日、都市を占領する試みが失敗し、地元住民がロシアの部隊を追い払った。

### 3月
3月1日、市内のガスパイプラインが砲撃により損傷した。
3月2日、ロシア軍は再び都市を占領しようとしたが、後に撤退した。
3月3日、ロシア軍は再びスタロビルスクに侵入した。
3月6日、スタロビルスクの住民は占領に抗議するデモを中央広場で行い、広場に設置された自称国家のルガンスク人民共和国（LPR）の旗を取り外して燃やし、その代わりにウクライナの国旗を掲げた。地元住民によると、親ウクライナの集会中に、占領者は住民を威嚇しようと上空に向けて発砲した。ロシアの部隊はまた、同じ識別マークがついた軍用車と乗用車で街に入った。武装したロシア部隊はスタロビルスクの街を歩いており、中心部で地元住民のパスポートや電話をチェックしていた。市内ではATMが機能しておらず、ロシア部隊が最初にしたことは、全ての建物からウクライナの旗を降ろすことだった。